# Otevřená ekonomika
Otevřená ekonomika je taková ekonomika, která se volně stýká s ostatními světovými ekonomikami.

S tím je spojena řada výhod:
- obchodování umožňuje lidem zaměřovat se na výrobu toho, co dokáží nejlépe (v čem mají komparativní výhodu)
- obchodováním mohou lidé dosáhnout větší rozmanitosti výrobků ke spotřebě
- mezinárodní obchod může vést ke zvýšení ekonomického blahobytu

## Měření otevřenosti ekonomiky
Existuje několik možných variant, jak měřit otevřenost ekonomiky:
- obrat zahraničního obchodu (součet exportu a importu podělený hrubým domácím produktem)
- podíl exportu a hrubého domácího produktu
- podíl importu a hrubého domácího produktu
- podíl exportu a agregátní poptávky
- podíl importu a agregátní poptávky